# Masamitsu Hidaka
Masamitsu Hidaka (japanska: 日高政光 Hepburn: Hidaka Masamitsu?), född 19 oktober 1960, död 9 mars 2022, var en japansk regissör och storyboardtecknare. Han började sin karriär som arkitekt, men efter att ha blivit uppsagd började Hidaka istället arbeta med animering. Han började sin animeringkarriär både som regissör och storyboardtecknare på Metal Armor Dragonar i slutet av 1980-talet och fortsatte sedan sin karriär med bland annat After War Gundam X, Linebarrels of Iron, Wild Knights Gulkeeva och Pokémon, där han bland annat regisserade det första avsnittet Pokémon, jag väljer dig!. 
Hidakas död utannonserades den 10 mars 2022 av Mitsuo Fukuda och hans sista verk var 2018 som storyboardtecknare för avsnittet "The Hexennacht is Here" av Maerchen Maedchen.